# Вилоу Стрит (Пенсилванија)
Вилоу Стрит (енгл. Willow Street) насељено је место без административног статуса у америчкој савезној држави Пенсилванија.

## Демографија
По попису из 2010. године број становника је 7.578, што је 320 (4,4%) становника више него 2000. године.
| Група             | 2000.         | 2010.         |
| Белци             | 7.082 (97,6%) | 7.217 (95,2%) |
| Афроамериканци    | 27 (0,4%)     | 68 (0,9%)     |
| Азијати           | 37 (0,5%)     | 71 (0,9%)     |
| Хиспаноамериканци | 86 (1,2%)     | 189 (2,5%)    |
| Укупно            | 7.258         | 7.578         |